# Bombaški atentat u Claudyu
Bombaški atentat u Claudyu odigrao se 31. srpnja 1972. kada su u jutro eksplodirale tri automobilske bombe na glavnoj ulici u naselju Claudy. Poginulo je 9 osoba a 30 je povrijeđeno. Nitko nije osuđen za ovaj čin, ali je policija objavila 24. kolovoza 2010. da je nova istraga trajala 8 godina i da je jedan policajac otežavao istragu i da je atentat vjerojatno izvela Privremena IRA. Vjeruje se da je katolički svećenik James Chesney sudjelovao u pripremi atentata.